# Даршил Сафарі
Даршил Сафарі (гінді दर्शील सफारी, англ. Darsheel Safary; нар. 9 березня 1997, Мумбай, Індія) — індійський актор. Даршил Сафарі дебютував у кіно, виконавши головну роль хлопчика, який страждає на дислексію в режисерському дебюті Ааміра Хана, визнаної критиками драмі «Зірочки на землі» 2007 року, за яку він отримав нагороду кінокритиків «Filmfare Award» за кращу чоловічу роль.

## Фільмографія
| Рік  |    | Українська назва | Оригінальна назва   | Роль                  |
| ---- | -- | ---------------- | ------------------- | --------------------- |
| 2007 | ф  | Зірочки на землі | Taare Zameen Par    | Ішан Нандкішор Авасті |
| 2010 | ф  | Бамм Бамм Болє   | Bumm Bumm Bole      | Піну                  |
| 2011 | ф  | Зоккомон         | Zokkomon            | Кунал / Зоккомон      |
| 2012 | ф  | Опівнічні діти   | Midnight's Children | Салім Сінай           |
| 2022 | кф |                  | Capital A Small A   | Ааді                  |
| 2023 | ф  |                  | Kutch Express       | Авінаш                |

## Нагороди та номінації
| Рік  | Премія              | Категорія                                           | Робота           | Результат | Примітки |
| ---- | ------------------- | --------------------------------------------------- | ---------------- | --------- | -------- |
| 2008 | Filmfare Awards     | Кращий актор                                        | Зірочки на землі | Номінація | [ 1 ]    |
| 2008 | Filmfare Awards     | Кращий актор (Критики)                              | Зірочки на землі | Перемога  | [ 2 ]    |
| 2008 | Zee Cine Awards     | Кращий актор (Критики)                              | Зірочки на землі | Перемога  | [ 3 ]    |
| 2008 | Zee Cine Awards     | Найобіцяючіший дебют (найкращий дитячий виконавець) | Зірочки на землі | Перемога  |          |
| 2008 | Star Screen Awards  | Спеціальний приз журі                               | Зірочки на землі | Перемога  | [ 4 ]    |
| 2008 | V. Shantaram Awards | Кращий актор у головній ролі                        | Зірочки на землі | Перемога  | [ 3 ]    |